# Anna Vasa

Porträtt på Gripsholm som ofta angetts föreställa Anna Vasa, men som av dräkthistoriska skäl inte bör göra det.

Anna Vasas guldarmband från cirka 1590. Ska ha hittas i Uppsala domkyrka år 1777 finns nu på Livrustkammaren

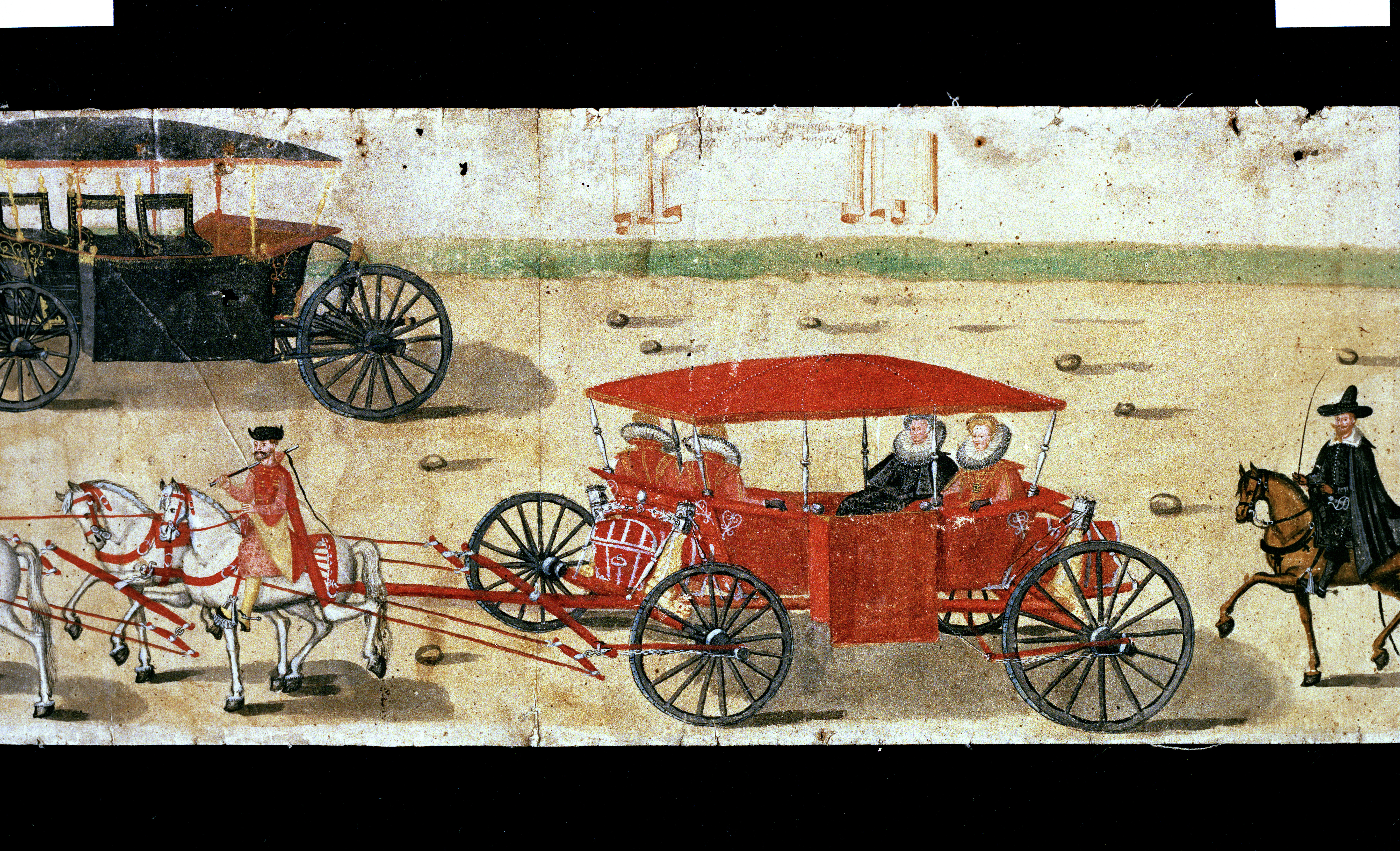
Anna Vasa avbildad i del av "Polska rullen" från 1605 när Sigismund III tar emot blivande makan Konstantia av Steiermark i Krakow.

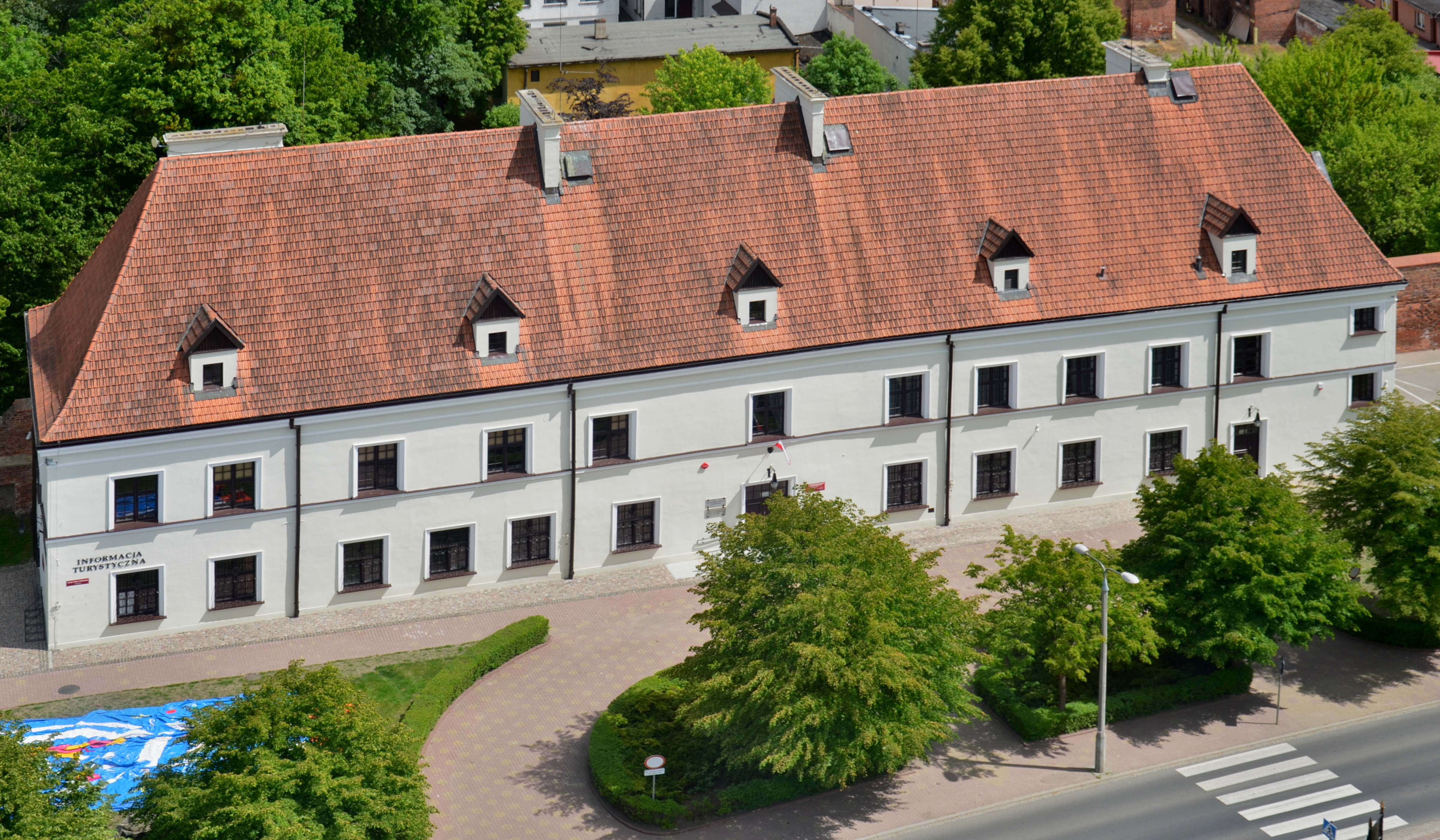
Anna Vasas palats i Brodnica i Polen.

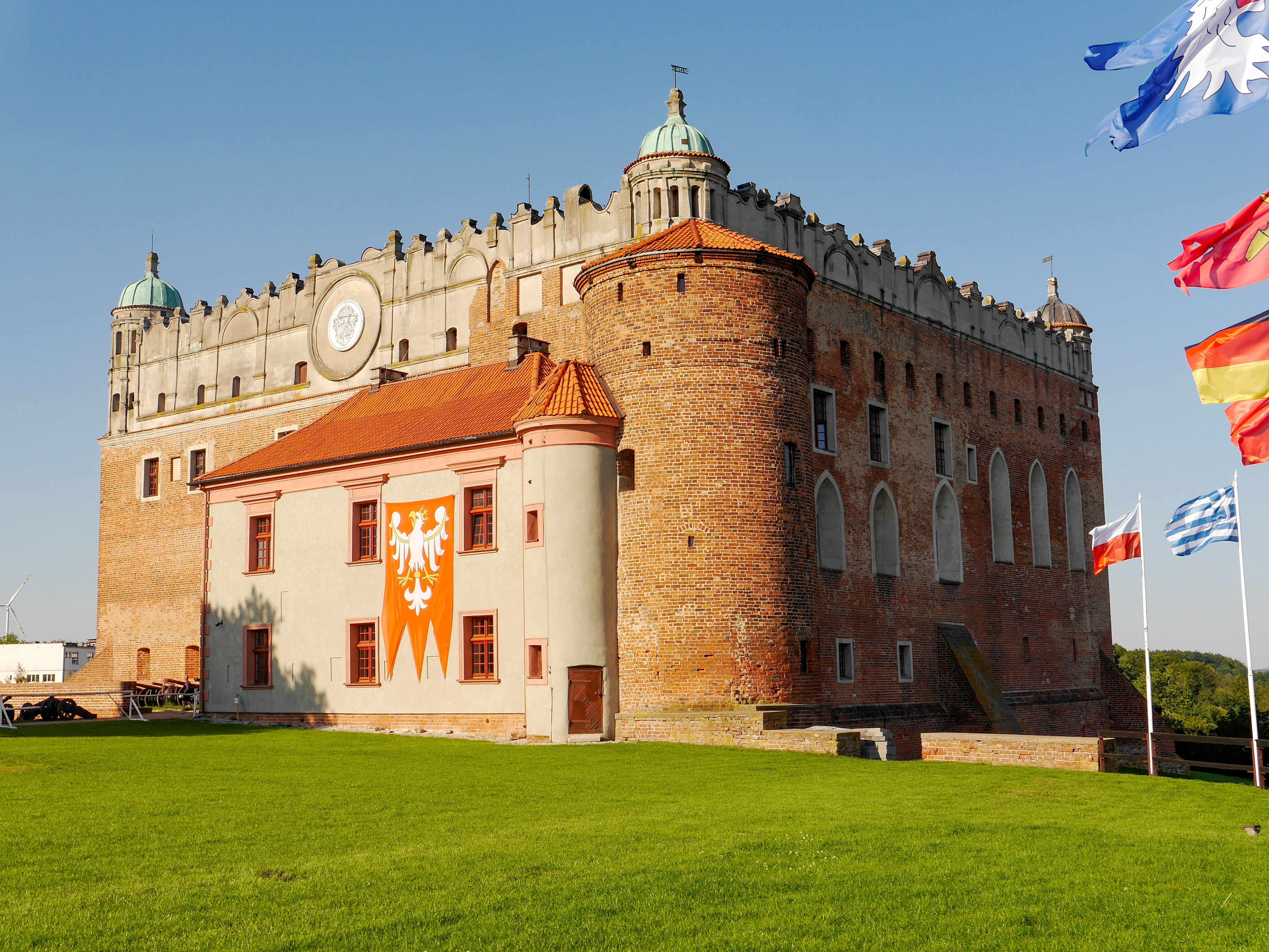
Slottet i Golub, där Anna Vasa lät anlägga en örtagård.

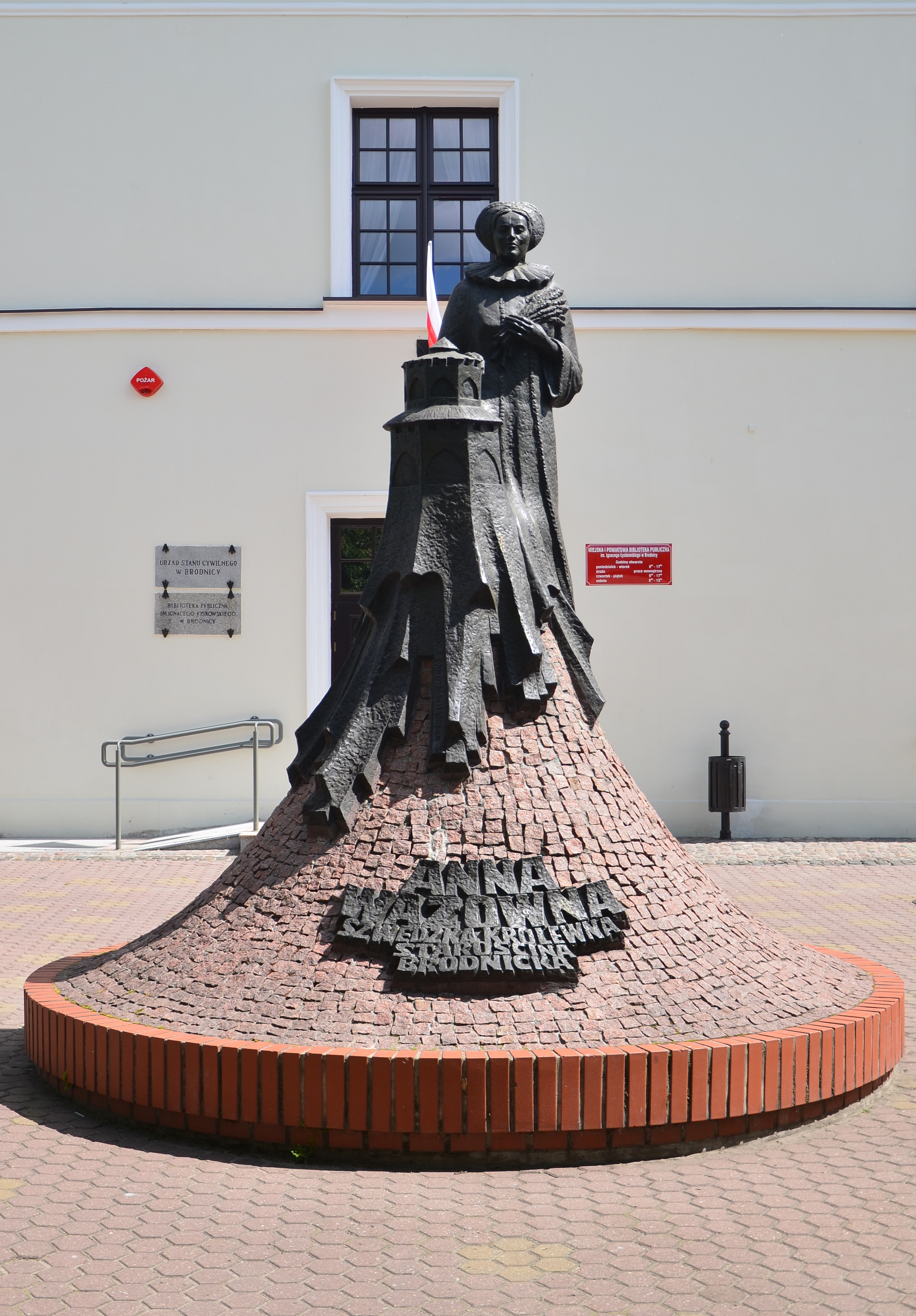
Anna står numera staty i Brodnica i Polen.

Anna Vasa eller Anna av Sverige, född 17 maj 1568 på Eskilstuna kungsgård, död 26 februari 1625 i Brodnica i Kungliga Preussen, var en svensk prinsessa.

## Biografi

### Tidigt liv
Anna var dotter till kung Johan III och Katarina Jagellonica. Hon föddes strax efter att föräldrarna hade släppts ur fängelset på Gripsholms slott, och året därpå besteg fadern tronen. Det finns få uppgifter om hennes barndom. Anna uppfostrades till katolik. Enligt Johannes Herbestus deltog hon liksom sin bror i moderns katolska andaktsövningar utan protester från fadern. Anna konverterade efter moderns död 1583 till den lutherska läran. Enligt traditionen var orsaken följande:
När Katarina Jagellonica låg på sitt yttersta fasade hon mycket för skärseldens pina, och hennes biktfader jesuiten Warsewitz ömmade då för henne och lät henne förstå att det inte fanns någon skärseld, den var bara uppdiktad som varning för enfaldigt folk. Drottningen blev då upprörd och körde ut jesuiten. Prinsessan Anna stod bakom moderns säng och bevittnade alltsammans och från det ögonblicket, säger den lutherska berättelsen, fattade hon en livslång avsky för papisternas falskhet.
I själva verket finns det ingenting som bekräftar att hon tagit anstöt av Stanislaw Warszewickis religionssamtal med modern. Anna konverterade dock efter moderns död år 1584.
Anna var föremål för flera äktenskapsförslag. År 1577 föreslog den påvliga diplomatin ett äktenskap med en österrikisk ärkehertig, Mattias eller Maximilian. Planerna stöddes av hennes moster, Polens drottning Anna Jagellonica, och efter moderns död 1583 föreslog hon att Anna skulle sändas till Polen för att uppfostras där. Hon fick dock avslag av Johan III. År 1585 föreslog hennes faster Cecilia Vasa att hon skulle arrangera ett äktenskap med en katolsk furste, men fadern avböjde med hänvisning till att Anna året före hade konverterat till protestantismen. Det är bekräftat att Anna hade en egen hovstat åtminstone vid denna tid: efter moderns död ska hon ha övertagit dennas hovmästarinna Karin Göransdotter (Gyllenstierna), och 1585 nämns hennes hovjunkare Johan Larsson Sparre och Axel Posse; Sigrid Eriksdotter Vasa tillhörde hennes hovdamer.
År 1587 valdes Annas bror Sigismund till Polens konung genom syskonens moster, drottning Anna Jagellonica. Mostern upprepade då sin inbjudan till Anna, och fadern gav denna gång sitt tillstånd, enligt uppgift för att Sigismund hade en nära relation till sin syster och han inte ville skilja dem åt och för att »tiden nu uti begynnelsen icke måtte varda din käre herr broder för lång». Anna lämnade Sverige med Sigismund 12 september 1587 och följde honom till Kraków i Polen, där hon närvarade vid hans kröning och stannade fram till 1589. Under hennes tid vid det polska hovet firade hon och hennes svenska hovdamer luthersk gudstjänst, vilket orsakade ogillande.
1589 följde Anna med Sigismund för att möta fadern i Reval i Svenska Estland och följde sedan fadern till Sverige. Hon närvarade vid rådsmötet i Reval, där fadern kom i konflikt med rådsmedlemmarna, och agerade sedan medlare under konflikten: Erik Larsson Sparre vädjade till henne att ingripa mot förföljelserna.
Efter mötet i Reval ryktades det att Johan III hade tankar på att utse Anna till sin efterträdare på Sveriges tron.
1592 återvände Anna till Polen för att närvara vid bröllopet mellan Sigismund och Anna av Österrike. Hon åtföljdes då av sin egen hovstat, förestådd av Johan Larsson Sparre och Margareta Brahe. Hon blev under denna tid impopulär i Polen på grund av sin religion och för det politiska inflytande hon ansågs ha över Sigismund. Hon misstänktes för att ha stött faderns tidigare plan på äktenskap mellan Sigismund och den protestantiska Kristina av Holstein-Gottorp. Anna angreps 1592 som en del av Sigismunds »kamarilla», och ärkebiskop Stanislaw Karnkowski blev så provocerad av hennes lutherska gudstjänster att han hotade både Anna och Sigismund med bannlysning. Hennes svägerska Anna av Österrike förhindrade alla öppna åtgärder mot henne. I juli 1593 bar hon Sigismunds dotter Anna Maria till dopet. Anna föreslogs av kardinal Batori för äktenskap med fursten av Siebenbürgen.

### Roll i striden mellan Sigismund och hertig Karl
Anna återvände till Sverige med Sigismund och dennes maka i september 1593. Hon betraktades under denna tid med ovilja av Malaspina på grund av hennes nära relation till brodern i kombination med hennes protestantism. Under det skandalösa slagsmålet mellan katoliker och protestanter under begravningen av den polske hovmusikanten Sowka i Riddarholmskyrkan i november 1593 deltog hennes hovpredikant Olaus Simonis på den lutherska sidan. I februari 1594 besökte hon hertig Karl i Uppsala. Hon var närvarande vid Ericus Schepperus antikatolska predikning. När Sigismund återvände till Polen år 1594, stannade Anna kvar i Sverige. Malaspina hade övertalat Sigismund att lämna henne kvar på grund av slagsmålet i Riddarholmskyrkan och påmint om Karnkowskis bannlysningshot mot "den förhärdade kätterskan". Sigismund ska ha haft planer på att göra henne till sin ställföreträdande regent eller ståthållare i Sverige under sin frånvaro, men planerna ogillades av hertig Karl och realiserades aldrig.
Anna fick år 1595 ett underhåll på 100 000 daler och Stegeborgs slott i förläning med Hammarkinds samt delar av Björkekinds, Östkinds och Lösings härad. På Stegeborg lät hon anlägga en örtagård och ett apotek. På Stegeborg residerade hon med sitt eget hov, bland vilka nämns köksmästaren Polykarpus Kopp och stallmästare Hans Påvelsson. Anna hade initialt en god relation till hertig Karl, som efter hennes död hade lovat att vara henne "en trogen och huld broder". Hon sände en faddergåva till Gustav Adolfs dop nyårsdagen 1595, och närvarade även vid Kristina av Holstein-Gottorps kyrkogång.
Under sin tid på Stegeborgs slott gjorde hon skandal genom det så kallade onsdagsbröllopet i mars år 1595, när hon lät sammanviga sin hovjungfru Sigrid Brahe med Johan Gyllenstierna, trots att Sigrid Brahe redan var trolovad med Erik Turesson Bielke, vars familj kom att kräva ett stort skadestånd. Denna incident gjorde att hon kom i konflikt med hertig Karl och han vägrade att på hennes begäran medla fred mellan klanerna. Anna agerade medlare och medverkade till släkternas försoning på Söderköpings riksdag 1595. I juni 1597 arrangerade hon bröllopet mellan sin hovjungfru och kusin, Erik XIV:s dotter Sigrid Eriksdotter Vasa, och Henrik Klasson Tott.
Anna var vid denna tid själv föremål för äktenskapsplaner. Sedan 1592 hade Sigismund förhandlat om ett äktenskap mellan Anna och kurfursten Joakim Fredrik av Brandenburgs son Johan Georg (1577-1624). Brandeburg krävde dock att hennes blivande make skulle få en politisk post, så som Sigismunds ståthållare i Sverige, något som komplicerade saken. Malaspina motarbetade planen och den växande spänningen mellan Sigismund och Karl gjorde också att förhandlingarna övergavs. År 1596 var planerna dock så långt framskridna att hennes hemgift hade börjat utrustas.
Anna bröt slutgiltigt med hertig Karl på grund av affären Erik Larsson Sparre. När Anna reste för att vaka vid drottning Gunilla Bielkes dödsbädd 1597, hade hertig Karl företagit en undersökning av hennes tillhörigheter på Stegeborg. Bland dem fanns en kista som enligt Anna innehöll de smycken som tillhörde Ebba Brahe, Erik Sparres maka, men som Karl misstänkte för att innehålla misstänkta dokument. När Karl lät öppna de brev paret Sparre hade sänt henne, protesterade hon skarpt. Hertig Karl upptog hennes protester som ett tecken på att hon tog partiet Sparres sida mot honom. Hertig Karl lät också bryskt förhöra systrarna Ebba och Margareta Brahe med anledning av några brev på chiffer som hittats bland Annas papper. Han anklagade Ebba Brahe i sin rimkrönika för att ha smugglat in Annas älskare Gustav Brahe till henne på slottet.
I februari 1598 besökte Sigismunds sändebud Samuel Laski Sverige och begärde att Anna skulle återvända till Polen. Motiveringen var att hennes bröllop nu var utsatt till påsken 1598. Hertig Karl ville förhindra hennes avfärd och krävde henne på inventering av hennes egendom och försäkran att hon om hon dog ogift skulle återskänka sin egendom till svenska kronan. Hon vägrade men påpekade att Karl borde visa sig mer samarbetsvillig mot Sigismund och erbjöd sig att agera medlare. Hon kunde inte avresa, men avvaktade Sigismunds återkomst till Sverige i maj 1598. I augusti 1598 förebrådde Karl henne för att ha skrivit till honom om hur han borde bete sig mot Sigismund och påpekade att han var äldre än henne. När Sigismund slutligen återvände till Sverige anslöt hon sig till honom omedelbart. Hon stod sedan vid hans sida under händelserna vid Stegeborg och i Linköping. Hon tros ha fått uppgiften som medlare i inbördeskriget, men på grund av Karls brist på förtroende för henne kunde hon inte uträtta något. Hon lämnade Sverige tillsammans med Sigismund efter hans nederlag i slaget vid Stångebro 1598 och återvände till Polen, och hennes förläning i Sverige indrogs.

### Senare liv
Vid återkomsten till Polen var det meningen att hon skulle gifta sig med Johan Georg av Brandenburg, men äktenskapet blev aldrig av. Förhandlingarna övergavs slutgiltigt först 1609. Under 1602 föreslog hertig Karl av Gonzaga-Never ett äktenskap med en fransk prins.
I polsk historia blev "den svenska prinsessan" en välkänd och viktig historisk person. Sigismund förlänade henne år 1605 starostien Strassburg och 1611 starostien Golbe, båda belägna i det protestantiska Ostpreussen, som då var ett polskt län. Själv undertecknade hon sig fortsatt som "Sveriges prinsessa". Hon delade sin tid mellan broderns hov och sin lilla stad Strassburg i Ostpreussen. Anna har beskrivts som bildad och sades tala fem språk. I Polen bodde hon på slotten Golub-Dobrzyń och Brodnica där hon precis som på Stegeborgs slott lät anlägga en örtagård och ett apotek. Under hela sitt liv var hon intresserad av vetenskapliga framsteg inom örtmedicinen och hon bekostade utgivningen av ett betydelsefullt herbarium i början av 1600-talet – Krakówprofessorn Simon Syrenius örtabok.
I Polen fungerade hon som rådgivare till sin bror Sigismund, vilket många i Sigismunds omgivning ogillade. Anna räknades som ett stöd för protestanterna i Polen, men uppgiften att hon ska ha fört protestanternas talan vid riksdagen 1613 anses inte stämma. Hon hade ett eget hov, och bland dem nämns hennes nära vän Elisabet Oxenstierna och hennes hovpredikant Aridrzej Babski. Anna ska även ha hjälpt landsflyktiga svenskar. Hon bistod Karl IX:s son Karl Karlsson Gyllenhielm på många sätt under hans fångenskap i Polen mellan 1610 och 1613. Sigismund gav henne i uppgift att förhöra Gyllenhielm, och hon talade sedan med denna i Warszawa medan Sigismund hörde på dold bakom ett draperi. Hon anklagade hertig Karl för att ha försökt stifta en konflikt mellan Sigismund och Johan III, något Gyllenhielm förnekade. Karl IX kallar henne i ett brev till Sigismund 1607 för »Eder förgiftiga syster, vilken är en stiftarinna till allt ont och född till land och konungarikes fördärv och undergång». Karl IX hade samma år oroats av ett falskt rykte om att hon skulle gifta sig med tsar Dmitrij. För att förhindra detta hade han i sin rimkrönika svärtat hennes rykte och anklagat henne för bland annat ett utomäktenskapligt sexualliv. Anna ryktades ha haft ett förhållande med Sigismunds gunstling greve Gustav Brahe, något Karl IX nämner i sin krönika, men det är okänt huruvida detta var sanning eller enbart obekräftade rykten. 
Anna avled i Strassburg (Brodnica) 26 februari 1625. Efter hennes död arresterades hennes protestantiska kaplan. Påven avslog hennes bror Sigismunds begäran om en högtidlig begravning i slottskyrkan på grund av hennes lutherska tro, och hon kom därför inte att gravsättas i Kraków. Kistan stod kvar i Brodnica i 11 år och hennes jordsättning ägde inte rum förrän 16 juli 1636, då hennes brorson kung Vladislav IV av Polen förde hennes stoft till Mariakyrkan i Thorn (Toruń). Hon begravdes i Toruń i nuvarande Polen. Inga Vasaättlingar var närvarade vid begravningen, däremot deltog denna stads protestantiska borgerskap samt några polska magnater och tyska furstar.

## Gravöppning
Den 7 april 1994 öppnade man hennes grav för att undersöka lämningarna i samband med att kyrkan skulle renoveras. Graven visade sig vara plundrad, en arm var borta och skelettet låg slängt i ett hörn. Genom undersökningar av lämningarna fann man att hon lidit av skolios och hennes ryggrad var fullständigt deformerad. Hon hade själv klagat över svåra fysiska problem i brev till sin livmedikus. Hon begravdes på nytt den 15 oktober 1995 under en ekumenisk mässa och hon tilldelades ett nytt gravmonument och en ny kista.